# 周恵達
周 恵達（しゅう けいたつ、生年不詳 - 544年）は、北魏から西魏にかけての軍人・官僚。字は懐文。本貫は章武郡文安県。

## 経歴
北魏の楽郷県令・平舒県令・平成県令を歴任した周信の子として生まれた。北魏の斉王蕭宝寅が瀛州刺史となると、恵達は河間の馮景とともに召し出されて礼遇を受けた。蕭宝寅が召還されると、恵達は従って洛陽に入った。領軍の元叉が北魏の朝廷で専権をふるうと、恵達は蕭宝寅のために元叉に助言して、元叉を感嘆させた。525年、北魏の臨淮王元彧が北伐すると、恵達はその下で府長流参軍をつとめた。万俟醜奴らが乱を起こすと、蕭宝寅が西征して乱を討ち、恵達は従って関中に入った。527年、蕭宝寅が叛乱軍と戦って敗北し、退却して雍州刺史となると、恵達は洛陽への使者に立った。蕭宝寅の謀反の報が洛陽に伝わり、北魏の役人たちは恵達が蕭宝寅の家来であるとして、捕らえようとした。恵達はひそかに西にもどり、潼関に到着すると、楊侃と出会った。楊侃は「蕭宝寅が謀反しようというのに、どうして獣の口に入ろうとするのか」と恵達をいさめた。恵達は「蕭王は側近たちに誤らされているのだ。いま行って翻意させたい」と答えた。帰還すると、蕭宝寅の乱は引き返せないところまできており、恵達は光禄勲・中書舎人として用いられた。蕭宝寅が敗北すると、その部下の多くは逃げ去ったが、恵達ら数人だけが蕭宝寅に従っていた。蕭宝寅は「人生が富貴のときには、側近たちみな忠節を尽くすと言っていたが、危難に遭うと、ともにいてくれる人も少なくなった」と恵達にこぼした。
530年、賀抜岳が蕭宝寅の身柄を捕らえて洛陽に送ると、恵達は関中にとどめられて府祭酒となり、衣服と馬を与えられて、参議をつとめた。賀抜岳が関中大行台となると、恵達は従事中郎となった。あるとき洛陽への使者に立ち、北魏の孝武帝と面会して語りあい、時節を批判して孝武帝に気に入られた。賀抜岳が征戦におもむくたびに、恵達は留守を任された。
534年、賀抜岳が侯莫陳悦に殺害されると、恵達は病と称して辞任しようとしたが、許されなかったので、漢陽の麦積崖に逃げこんだ。侯莫陳悦が滅ぼされると、恵達は宇文泰に帰順し、秦州司馬として任用された。宇文泰が関西大都督となると、恵達は大都督府司馬となった。北魏の孝武帝が宇文泰に馮翊長公主をとつがせることを決めると、恵達は長史として洛陽に迎えに赴いた。潼関に到着すると、孝武帝が西に向かおうとするのに出会い、恵達は先導をつとめた。
宇文泰が大将軍・大行台となると、恵達はその下で行台尚書・大将軍府司馬となり、文安県子に封ぜられた。宇文泰が華州に出向すると、恵達は留守を任された。兵器の製造や食糧の備蓄など、軍事や国事の庶務において頼りにされた。安東将軍となり、太子少傅に任ぜられ、爵位は伯に進んだ。まもなく中書令に任ぜられ、爵位は公に進み、衛大将軍・左光禄大夫の位を加えられた。
538年、尚書右僕射を兼ねた。宇文泰が文帝とともに東征すると、恵達は太子元欽を助けて長安の留守を守った。趙青雀が長安の子城で乱を起こすと、恵達は太子元欽を奉じて渭橋の北に出て叛乱軍の攻勢を防いだ。宇文泰の軍が帰還して、趙青雀らが殺されると、恵達は吏部尚書に任ぜられた。しばらくして尚書右僕射となった。
西魏の礼制と音楽の整備にあたり、文帝が朝廷で音楽が演奏されるのを聞いて、「これは卿の功なり」と恵達に言って、儀同三司の位を与えた。恵達は高官に上っても、へりくだった態度を忘れず、部下をいつくしみ、良士を選抜して昇進させた。544年、死去した。隋の開皇初年、蕭国公に追封された。
子の周題が後を嗣いだ。

## 伝記資料
- 『周書』巻22 列伝第14
- 『北史』巻63 列伝第51